# Legió I Noricorum
La Legió I Noricorum ('primera legió dels nòrics') va ser una legió romana que va crear l'emperador Dioclecià per defensar les fronteres (limes) al riu Danubi, a la província del Nòric, juntament amb una altra legió, molt més antiga, la II Italica.
Tenia el campament a la vora del riu Ybbs, a la ciutat del mateix nom. La Notitia Dignitatum en fa menció encara a inicis del segle v sota el comandament d'un Dux Pannoniae primae et Norici ripensis, però devia desaparèixer poc després.